# Hemaris marginalis
Hemaris marginalis är en fjärilsart som beskrevs av Augustus Radcliffe Grote 1874. Hemaris marginalis ingår i släktet Hemaris och familjen svärmare. Inga underarter finns listade i Catalogue of Life.